# Кам'янець-Подільська єпархія УГКЦ
Кам'янець-Подільська єпархія — єпархія Тернопільсько-Зборівської митрополії Української греко-католицької Церкви. Охоплює Хмельницьку область. Назва єпархії — від м. Кам'янця-Подільского, однак осідок Єпископа Кам'янець-Подільского тимчасово знаходиться в Хмельницькому.

## Історія
Кам'янець-Подільська єпархія створена 11 грудня 2015 року з благословення Святійшого Отця Франциска за рішенням Синоду Єпископів УГКЦ з осідком у м. Хмельницькому. Виокремлена з території Тернопільсько-Зборівської архієпархії.
Відповідно до приписів церковного права, Блаженніший Святослав адміністратором вакантного престолу новоствореної єпархії призначив владику Василя (Семенюка), Архієпископа і Митрополита Тернопільсько-Зборівського.

## Деканати Кам'янець-Подільської єпархії
- Хмельницький
- Кам'янець-Подільський

## Архиєреї
- Василь (Семенюк)
- Іван (Кулик) (10 вересня 2019)[1]